# Drakonera

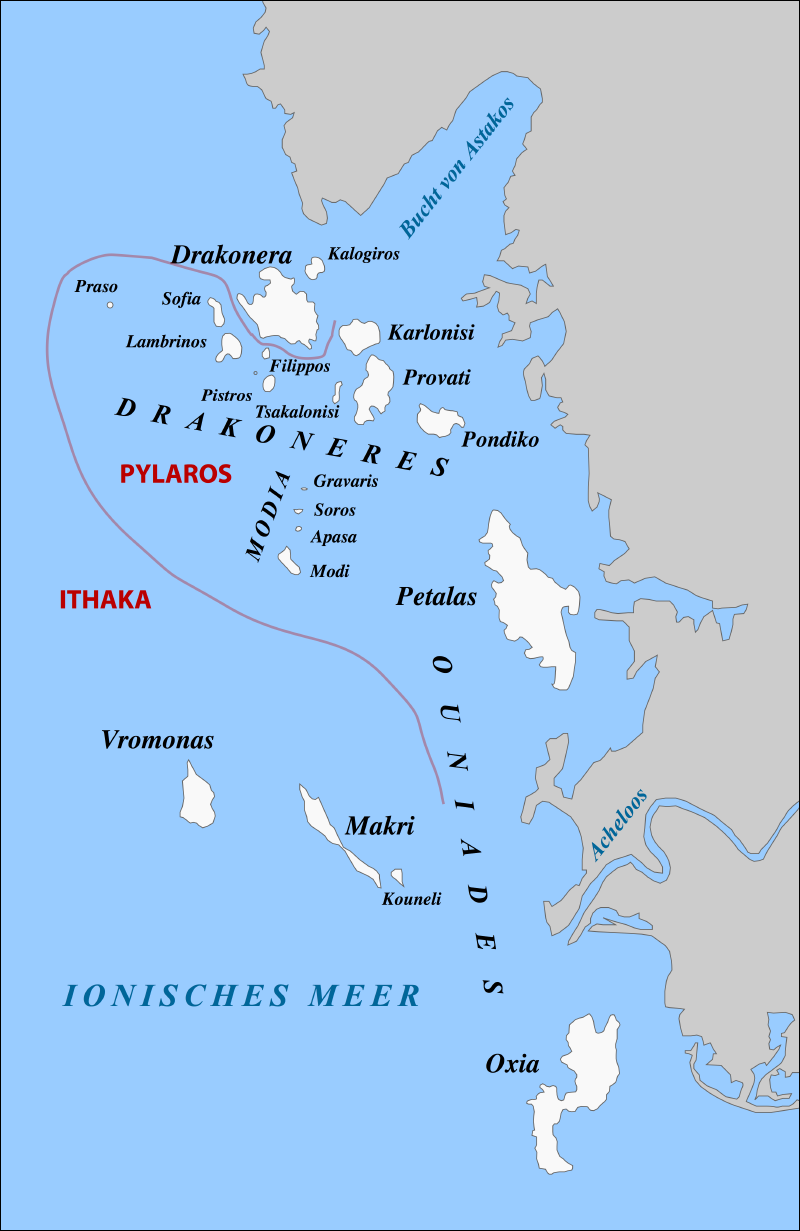
Archipiélago de las equínadas.

Drakonera (en griego: Δρακονέρα) y también escrito Dhragonára es una isla de las Equínadas, parte del grupo de Islas Jónicas de Grecia. Drakonera forma parte del grupo norte de la Equínadas, que se llaman Drakoneras (o Dhragonares) debido al nombre de esta isla. La parte continental de la unidad periférica de Etolia-Acarnania se encuentra al norte y al este. Varios islotes rodean la zona. Es administrada por el municipio de Ítaca.